# Simsdorf (Comprachtschütz)
Simsdorf, polnisch Pucnik, ist ein zum Ort Dometzko gehöriger Weiler in Polen in der Gemeinde Comprachtschütz. Der Ort liegt in Oberschlesien im Landkreis Oppeln in der Woiwodschaft Oppeln.

## Geografie
Simsdorf liegt vier Kilometer südöstlich vom Gemeindesitz Comprachtschütz und neun Kilometer südwestlich von der Kreisstadt und Woiwodschaftshauptstadt Oppeln.

## Geschichte
Bis 1945 befand sich der Ort im Landkreis Oppeln.
1945 kam der bisher deutsche Ort unter polnische Verwaltung und wurde in Pucnik umbenannt und der Woiwodschaft Schlesien angeschlossen. 1950 kam der Ort zur Woiwodschaft Oppeln. 1999 kam der Ort zum wiedergegründeten Powiat Opolski. Am 4. Juni 2009 wurde in der Gemeinde Comprachtschütz, der Simsdorf angehört, Deutsch als zweite Amtssprache eingeführt und am 1. Dezember 2009 erhielt der Ort zusätzlich den amtlichen deutschen Ortsnamen Simsdorf.